# Condor program
A Condor program az argentin rakétaprogram elnevezése.

## Története
Az egymásra épülő rakétaprogramok folytatása. Az Argentína Air Force volt a program felelős fejlesztője. Fejlesztése egyedi program szerint történt, kialakításával jutottak el a rövid hatótávolságú SRBM rendszer elkészítéséhez. Hordozó eszközként több változatú (hagyományos, vegyi, atom) robbanófejet szállíthatott.
Scorpion vagy Condor 1–AIII ballisztikus rakéta egy rövid hatótávolságú hordozóeszköz. A motorteszteket 1983-1985 között végezték. A hajtóanyagot a Falda del Carmen vállalat gyártotta.
Egy fokozatú, szilárd hajótóanyagú (kompozit HTPB/epoxi-molibdén-trioxid) rakéta. A rakéta súlya 1500, ebből szilárd hajtóanyag 744 kilogramm. Katonai változata a Scorpion, teherbírása 250 kilogramm, maximális hatótávolsága 150 kilométer, elérhető magasság 40 kilométer. Tehetetlenségi (inerciális) rendszert alkalmaz célra vezetésként (nagy szórással végezte szolgálatát). Stabilitását a kialakított szárnyak segítik. Hossza 6,5, szélessége 0,56 méter. 1986-ban állították rendszerbe, 1990-ben kivonták a rendszerből. Működtetése költséges volt. Irán rendelt a technológiából, eszközökből.